# Жовте (Росія)
Жо́вте (рос. Жёлтое) — село у складі Сарактаського району Оренбурзької області, Росія.

## Населення
Населення — 777 осіб (2010; 930 у 2002).
Національний склад (станом на 2002 рік):
- татари — 61 %
- росіяни — 30 %